# Конюхи (Барнаул)
Конюхи — посёлок в Алтайском крае России. Входит в городской округ город Барнаул. Административно подчинён Южной поселковой администрации, до 30.10.2020 Центральной сельской администрации Центрального района города Барнаула.

## География
Расположен на левом берегу Оби к 30 км к югу от Барнаула. Ландшафт местности представляет собой слабо расчлененную балочно-овражную сеть. Западнее поселка проходит Змеиногорский тракт (трасса А349 Барнаул—Рубцовск), на севере граничит с Бельмесёво.
Площадь — 111 га.

## Население
| 1997 | 1998 | 1999 | 2000 | 2001 | 2002 |
| ---- | ---- | ---- | ---- | ---- | ---- |
| 4    | ↗5   | →5   | →5   | ↗14  | ↘7   |
| 2003 | 2004 | 2005 | 2006 | 2007 | 2008 |
| ↘6   | →6   | ↗7   | ↘5   | →5   | ↘4   |
| 2009 | 2010 | 2011 | 2012 | 2013 |      |
| →4   | ↗21  | ↘20  | ↘18  | →18  |      |

Основный род занятий населения — садоводство и огородничество.

## История
Первые достоверные упоминания о поселке обнаружены в ведомости о количестве волостей и селений Барнаульского уезда (1920). В заимке Конюховской Шадринского уезда того проживало 268 человек. В 1926 году — 61 хозяйство и 305 человек. В последующие годы население убывало: в 1959 году учтено 98 чел., в 1979 — 19 чел., а в начале 1999 года в Конюхах официально проживало всего 5 человек.

## Инфраструктура
На территории поселка находятся приусадебные участки и дачные домики. Инфраструктура представлена водопроводом и электрическими сетями. Имеется ряд родниковых озёр. Так же на территории находится РЛС Воронеж-ДМ